# Genêts
 Genêts  es una población y comuna francesa, situada en la región de Baja Normandía, departamento de Mancha, en el distrito de Avranches y cantón de Sartilly.

## Demografía
| 913 | 900 | 934 | 879 | 951 | 1,017 | 932 | 920 | 960 | 900 | 835 | 776 | 585 | 480 | 560 | 534 | 532 | 501 | 524 | 524 | 481 | 439 |
| Para los censos de 1962 a 1999 la población legal corresponde a la población sin duplicidades (Fuente: INSEE [Consultar]) |     |     |     |     |       |     |     |     |     |     |     |     |     |     |     |     |     |     |     |     |     |